# Liste des chantiers navals de Concarneau
Concarneau est un port de pêche. De nombreux chantiers navals s'y sont succédé.
Cette page dresse une liste des chantiers disparus, mais aussi de ceux toujours en activité en 2006.

## Chantiers disparus
- Allanic
- Chantier Diot disparu en 1926
- Chantier Donnart fermé en 1965
- Chantier Krebs
- Chantier Vergoz
- Société Concarnoise d'Ateliers Mécaniques (SCAM), mais aussi constructeur de Skiff, et de thonier senneur. Cette société a fusionné avec la "Finistérienne de Réparation et de Construction Navale" (FCRN) pour former Piriou Naval Services le 15 janvier 2008.

## Chantiers en activité
- Chantier Glehen
- Espace Vag
- JFA Yachts
- Piriou